# 凯尔苏斯
凯尔苏斯（英語：Aulus Cornelius Celsus），（前25年—50年），生于提比略统治时期（公元14年至公元37年），古羅馬醫學家。著有一部涵盖多种主题的百科全书，前5卷与农业相关，但现仅存关于医学的八卷，被称为《医术》。其不僅提出「清潔主張」，更提出「包括發燒、腸炎、肝痛、小膿包、眼疾等疾病都可通過洗浴來減輕或治療。」许多医学词汇包含他的名字，如脓癣（Kerion Celsi）。

De medicina